# Učak
Učak je naselje v Občini Lukovica, blizu Trojan.